# Autoimunidade
Autoimunidade é a falha em uma divisão funcional do sistema imunológico chamada de autotolerância, que resulta em respostas imunes contra as células e tecidos do próprio organismo. Qualquer doença que resulte deste tipo de resposta é chamada de doença autoimune. Exemplos famosos incluem a diabetes mellitus tipo 1, lúpus eritematoso sistêmico, síndrome de Sjögren, tireoidite de Hashimoto, doença de Graves e artrite reumatóide.
São doenças que surgem quando a resposta imunitária é efetuada contra alvos existentes no próprio indivíduo. Respostas autoimunes são frequentes, porém transitórias e reguladas. A auto-imunidade como causadora de doenças não é frequente, uma vez que existem mecanismos que mantêm um estado de tolerância aos epítopos que são partes de uma estrutura reconhecidas pelo sistema imune do próprio organismo. As doenças autoimunes têm etiopatonogênese complexa e multifactorial.

## Mecanismos de autoimunidade[2]
- Falha na morte celular programada Apoptose por anormalidades no FAS ou FAS-L, Fas é um membro da família de receptores ao fator de necrose tumoral (TNF), e FasL é homólogo à citocina.
- Perda da energia da célula T: A anergia ocorre quando as células T CD4+são expostas a um antígeno na ausência de co-estimulação ou imunidade natural tornando-as incapazes de responder a este antígeno devido alterações bioquímicas ou genéticas, dando origem ao estado de anergia. Pode ocorrer nos processos inflamatórios, infecções e necrose tecidual, onde se tem APCs (células apresentadoras de antígeno) ativadas que poderão apresentar antígenos próprios aos linfócitos e expressar moléculas coestimulatórias;
- Ativação policlonal de linfócitos (ex: infecção com produção de superantígenos);
- Reação cruzada entre antígenos próprios e microbianos;
- Liberação de antígenos sequestrados (ex: processos inflamatórios);
- Defeito na regulação de linfócitos Th1 e Th2;
- Falha do linfócito T supressor;

## Doenças autoimunes
| Doenças autoimunes - Miastenia gravis - Tireoidite de Hashimoto - Artrite reumatóide - Síndrome de Sjögren - Vitiligo - Psoríase - Diabetes mellitus tipo 1 - Lúpus eritematoso sistêmico - Esclerose múltipla - Doença de Addison - Doença de Behçet | - Anemia hemolítica - Síndrome antifosfolipídica autoimune - Dermatite herpetiforme - Febre familiar do Mediterrâneo - Glomerulonefrite por IGA - Glomerulonefrite membranosa - Síndrome de Goodpasture - Granulomatose de Wegener - Doença de Graves - Doença celíaca - Hepatite autoimune - Síndrome miastênica de Lambert-Eaton - Doença de Crohn | - Oftalmia simpática - Penfigóide bolhoso poliendocrinopatias - Púrpura autoimune - Púrpura trombocitopênica idiopática - Doença de Reiter tireoidite autoimune - Síndrome antifosfolipídica - Espondilite anquilosante - Retocolite ulcerativa - Síndrome de Churg-Strauss - Síndrome de Behçet - Sarcoidose - Síndrome de Vog-Koyanagi-Harada - Alopecia Areata |